# François Devouassoud
François Devouassoud (ur. w 1831 w przysiółku Barrats, obecnie Chamonix-Mont-Blanc, zm. 1905) – francuski góral z rejonu Mont Blanc, alpinista i wybitny przewodnik wysokogórski okresu tzw. alpinizmu zdobywczego, uczestnik wielu pierwszych wejść na szczyty alpejskie i pozaalpejskie, dokonywanych zwłaszcza ze słynnym alpinistą angielskim Douglasem W. Freshfieldem.
Był najstarszym z trzech braci; obaj pozostali zostali również przewodnikami górskimi. Uczył się w Sallanches i w Bonneville. Chciał zostać duchownym: spędził pewien czas w seminarium prowadzonym przez jezuitów, jednak ostatecznie zrezygnował z tego zamiaru. Wrócił do doliny Chamonix, gdzie w 1849 r. wstąpił do miejscowego stowarzyszenia przewodników (fr. Compagnie des guides de Chamonix). Z czasem zyskał duże poważanie wśród innych przewodników: przez 10 lat był skarbnikiem stowarzyszenia, jednak odmówił ubiegania się o stanowisko prezesa.
Do jego klientów, oprócz wspomnianego Freshfielda, należeli również W.A.B. Coolidge, F.F. Tuckett, Horace Walker, Adolphus W. Moore i C.C. Tucker. Tylko w jednym sezonie 1865 dokonał wraz z Freshfieldem i Tuckettem 23 znaczących wejść szczytowych w Dolomitach, Alpach Tyrolskich i Alpach Gryzońskich, w tym szeregu pierwszych wejść.
W 1868 r. działał jako przewodnik grupy angielskich wspinaczy (D.W. Freshfield, A.W. Moore i C.C. Tucker) na Kaukazie, dokonując z nimi pierwszego wejścia na Kazbek oraz  pierwszego wejścia na niższy, wschodni wierzchołek Elbrusa.